# Gabriel Faure (scrittore)
Gabriel Faure (Tournon-sur-Rhône, 15 maggio 1877 – 5 agosto 1962) è stato un poeta e scrittore francese. Acquisì la sua fama soprattutto grazie ai suoi libri di viaggio, molti dei quali dedicati all'Italia. Ha vinto cinque premi dell'Académie française.

## Biografia
Gabriel Faure nasce il 15 maggio 1877 a Tournon-sur-Rhône, nel dipartimento francese dell'Ardèche. Deve il suo gusto per la letteratura al nonno, che lo introdusse ai poeti latini e ai romantici.
Frequentò il liceo di Tournon, che oggi porta il suo nome, che un insegnante di lettere, Joseph Parnin, gli comunicò la passione per la bellezza, l'arte e la poesia. I suoi studi di giurisprudenza, iniziati a Lione e terminati a Parigi, lo portarono al dottorato nel 1900, ma furono i suoi viaggi in Italia a decidere il suo futuro letterario.
Scrisse decine di libri di viaggio dedicati all'Italia. Inoltre, Faure ci ha lasciato diversi libri su autori francesi come François-René de Chateaubriand, Jean-Jacques Rousseau, Stendhal, Paul Valéry e Louis Le Cardonnel. Fu coautore di un libro su Napoleone, con Marcel Deléon .
Si sposò nel 1918 con Esther Gorgine Ducroix, che morì prematuramente nel 1936.
Fu uno dei membri onorari della Société Nationale des Beaux Arts nel 1913. Nel 1959 fu nominato membro della Commissione di storia della Rivoluzione Francese.

## Opere
- Berthe de Provence, 1898 (sotto il nome di Auguste Faure)
- La Dernière Journée de Sappho, 1900 (sous le nom d'Auguste Gabriel Faure), Mercure de France
- L'Amour sous les lauriers-roses, 1905, Bibliothèque Charpentier,
- Heures d'Ombrie, 1908, Sansot et Cie
- Sur la Via Emilia, 1911, Sansot et Cie
- Paysages passionnés, 1909, rééd. 1919
- Heures d'Italie, 1911, Eugène Fasquelle
- La Route des Dolomites, 1914, Tyrol et Cadore
- Au pays de Saint François d'Assise, 1916, J.Rey éd.
- Paysages de guerre, 1916, Librairie Perrin
- Paysages littéraires, 1917-1918, Charpentier-Fasquelle
- Pâques dauphinoises, 1918, Céas et Fils
- Au pays de Sainte Catherine de Sienne, 1918, J.Rey éd.
- Sur la terrasse de Valence, 1919, Céas et Fils
- La Couronne de Venise, 1919, E.de Boccard
- Les Amants enchaînés, 1920, Eugène Fasquelle
- Pèlerinages dauphinois. Au pays de Boyan., 1920, J.Rey éd.
- Au pays de Stendhal, 1920, J.Rey éd.
- Chateaubriand et l'Occitanienne, 1920, Carteret
- Pèlerinages d'Italie, 1920, Perrin et Nelson
- Chateaubriand et la montagne, 1920, J.Rey éd.
- Mon lycée, 1921, Au Pigeonnier
- Les Amours de Chateaubriand et de madame de Vichet, 1921, Au Pigeonnier
- Printemps, 1922, Sansot et Cie
- Pèlerinages passionnés : Ames et décors romantiques, 1922, Eugène Fasquelle
- Aux lacs italiens, 1922, J.Rey éd.
- " Les Jardins de Rome ", aquarelles de Pierre Vignal, 1923, J.Rey éd.
- La Vallée du Rhône, 1923
- Jean-Jacques Rousseau en Dauphiné, 1923, J.Rey éd.
- Rome, 1925, J.Rey éd.
- Âmes et décors romanesques, 1925, Eugène Fasquelle
- Pèlerinages dauphinois, 1925, J.Rey éd.
- Les Alpes françaises, 1925, Horizons de France
- Pages lyriques, 1925
- Le Bel Été, 1926, Eugène Fasquelle
- La Vallée de la Drôme et le Diois, 1926
- Villes d'art de l'Italie du nord, 1926, J.Rey éd.
- Meccas of art in northern Italy, 1927, B.Arthaud
- Amours romantiques, 1927, Eugène Fasquelle
- Aux pays des peintres italiens, 1927, E.de Boccard
- Heures romanesques, 1928, Eugène Fasquelle
- Aux bords du Rhône, 1928, B.Arthaud
- Au Ventoux avec Pétrarque, 1928, Aubanel
- Les Rencontres italiennes, 1929, Horizons de France
- Le Visage de l'Italie, préface de Benito Mussolini, 1929, Horizons de France
- Suite italienne, 1929, Charpentier Fasquelle
- Napoléon à Laffrey, 1929, avec M. Deleon, Ed. F. Dardelet
- Au pays de Virgile, 1930, Eugène Fasquelle
- Paysages et poètes d'Italie, 1930, Novissima
- Stendhal compagnon d'Italie, 1931, Eugène Fasquelle
- Sur les routes de Bohême, 1932, Eugène Fasquelle
- En Veneto, 1932, Novissima
- Les Rendez-vous italiens, 1933, Eugène Fasquelle
- Au pays de Gabriele d'Annunzio, 1934
- "Pages romaines", 1934
- Automnes, 1934
- Tournon, 1936, Au Pigeonnier
- Œuvres complètes, 1937-1941, Au Pigeonnier
- Mes Alyscamps, Maitres et amis disparus, portrait, bandeaux et lettrines par Jean Chièze, 1942, J. Haumont
- Louis le Cardonnel à San Rémo, 1943, Arthaud
- Chateaubriand, Dubois et le « Globe », 1944, Arthaud
- Paysages mes amours, 1945, Horizons de France
- Gabriel Fauré, 1945, Arthaud
- Le rossignol de Pérouse, 1946, Ed. des Deux-rives
- Heures d'hiver, 1946, Fasquelle
- Promenades latines, 1946, Fasquelle
- Essais sur Chateaubriand, 1946, Arthaud
- Essais sur J.J Rousseau, 1948, Arthaud
- Souvenirs drômois, 1950
- L'Itinéraire italien, 1950, Horizons de France
- Venise, 1950, Arthaud
- Sicile, 1951, Arthaud
- Le Rhône à Valence, 1953
- Flâneries, 1953, Horizons de France
- Paul Valéry méditerranéen, 1954, Horizons de France
- Le Vieillard de Tarente- Délices de Juin, 1956, Horizons de France
- Riviera, 1956, Arthaud
- Songeries devant Glandaz, 1959, Les cahiers drômois
- Italiam, 1961, Arthaud
- Souvenirs diois, 1961, Delmas
- Diptyque romain, 1963 (posthume), Arthaud
- Mallarmé à Tournon 15/02/1941, dessin et bois de Burnot et Chieze, 500 ex. sur montgolfier d'Annonay numérotés